# Universidad de Opole
La Universidad de Opole (en polaco: Uniwersytet Opolski) es una universidad pública ubicada en la ciudad de Opole, en Polonia. La Universidad de Opole publica la Revisión por pares de los Estudios Ambientales y Económicos en su revista académica, una publicación que se ocupa de la economía, el medio ambiente y el desarrollo sostenible de Polonia y Europa del Este. La revista se empezó a publicar a partir de 2001 en la Universidad de Opole y los redactores jefe son Joachim Ahrens y Joost Platje.

## Facultades
- Facultad de filología
- Facultad de historia y pedagogía
- Facultad de teología
- Facultad de matemáticas, física y tecnología de la información
- Facultad de ciencias naturales y técnicas
- Facultad de económicas
- Facultad de derecho y administración
- Facultad de química

## Alumnos notables
- Czesław Niemen, músico y compositor.
- Magdalena Ogórek, historiadora y político.
- Olga Tokarczuk, escritora y ensayista, Ganadora del Premio Nobel de Literatura.
- Grzegorz Schetyna, político.
- Stanisław Lem, escritor polaco (graduación honoraria).